# Markus Windisch
Markus Windisch (* 12. Mai 1984 in Bruneck) ist ein ehemaliger italienischer Biathlet.
Markus Windisch begann 1996 mit dem Biathlonsport, auch sein Bruder Dominik Windisch war Biathlet. Der Oberrasener Sportsoldat vom C.S. Esercito wird von Paolo Riva trainiert. Seit 2001 gehört er zum italienischen Nationalkader. In diesem Jahr debütierte er im Europacup und wurde 28. im Sprint. Im Jahr darauf nahm er an gleicher Stelle an den Juniorenweltmeisterschaften teil. Hier wurde er Elfter im Einzel, Fünfter im Sprint, Achter in der Verfolgung und Siebter mit der Staffel. In der Saison 2002/03 feierte er erste größere Erfolge im Europacup. In Forni Avoltri gewann er den Sprint und wurde danach Vierter in der Verfolgung. Auch bei den Juniorenweltmeisterschaften der Saison in Kościelisko verliefen erneut mit guten Ergebnissen. Im Einzel wurde er 14., im Sprint Elfter und in der Verfolgung verpasste er als Vierter nur knapp eine Medaille. Anschließend startete er auch bei den Europameisterschaften in Forni Avoltri, wo er im Einzel und im Sprint Neunter wurde.
Auch in der nächsten Saison startete er im Europacup und belegte gute Plätze in Ridnaun, als Vierter im Sprint und Dritter in der Verfolgung. Die Juniorenweltmeisterschaften des Jahres in Haute-Maurienne verliefen für Windisch nicht besonders gut. Besser liefen die Europameisterschaften in Minsk, wo er Sechster im Einzel wurde. Im Weltcup debütierte der Südtiroler bei einem Staffelrennen in Beitostølen (12.). Erste sehr gute Platzierung bei einem Biathlon-Weltcup-Rennen war für einige Zeit ein 13. Rang bei einer Verfolgung 2007 in Pokljuka. Erstmals nahm Windisch 2007 auch bei einem Biathlon-Großereignis teil. Bei den Biathlon-Weltmeisterschaften 2007 in seiner italienischen Heimat in Antholz belegte er im Einzel (57.) und Sprint (47.) mittelmäßige Platzierungen. Eine kleine Sensation war das Erreichen eines ausgezeichneten Vierten Platzes mit der italienischen Staffel. Zum Auftakt der Saison 2008/09 konnte Windisch in Östersund bei einem Sprintrennen Siebter werden und belegte damit erstmals einen Platz unter den Besten zehn.
Markus Windisch nahm an den Olympischen Winterspielen 2010 teil. Sein bestes Resultat war der 31. Platz im Einzel. Beim Heim-Weltcup 2011 in Antholz in Südtirol erreichte Markus Windisch gemeinsam mit Lukas Hofer, René-Laurent Vuillermoz und Christian De Lorenzi in der Staffel den 2. Platz und damit erstmals mit einer italienischen Männerstaffel das Siegerpodest.

## Biathlon-Weltcup-Platzierungen
Die Tabelle zeigt alle Platzierungen (je nach Austragungsjahr einschließlich Olympische Spiele und Weltmeisterschaften).
- 1.–3. Platz: Anzahl der Podiumsplatzierungen
- Top 10: Anzahl der Platzierungen unter den ersten zehn (einschließlich Podium)
- Punkteränge: Anzahl der Platzierungen innerhalb der Punkteränge (einschließlich Podium und Top 10)
- Starts: Anzahl gelaufener Rennen in der jeweiligen Disziplin
- Staffel: inklusive Mixed- und Single-Mixed-Staffeln

| Platzierung                | Einzel | Sprint | Verfolgung | Massenstart | Staffel | Gesamt |
| -------------------------- | ------ | ------ | ---------- | ----------- | ------- | ------ |
| 1. Platz                   |        |        |            |             |         |        |
| 2. Platz                   |        |        |            |             | 1       | 1      |
| 3. Platz                   |        |        |            |             |         |        |
| Top 10                     |        | 2      |            |             | 17      | 19     |
| Punkteränge                | 4      | 16     | 10         | 8           | 24      | 62     |
| Starts                     | 18     | 48     | 22         | 8           | 24      | 120    |
| Stand: nach Saison 2010/11 |        |        |            |             |         |        |